# آيت هاشم (أولاد عامر)
آيت هاشم هو دُوَّار يقع بجماعة أولاد عامر، إقليم سطات، جهة الدار البيضاء سطات في المملكة المغربية. ينتمي الدوّار لمشيخة أولاد عامر التي تضم 13 دوار. يقدر عدد سكانه بـ 1316 نسمة حسب الإحصاء الرسمي للسكان والسكنى لسنة 2004.

## وصلات خارجية
- البوابة الوطنية للجماعات الترابية
- المندوبية السامية للتخطيط